# Uvaria scabridula
Uvaria scabridula är en kirimojaväxtart som först beskrevs av L.W. Jessup, och fick sitt nu gällande namn av L. L. Zhou, Y. C. F. Su och R. M. K. Saunde. Uvaria scabridula ingår i släktet Uvaria och familjen kirimojaväxter. Inga underarter finns listade i Catalogue of Life.